# 洋葱头历险记
《洋葱头历险记》（義大利語：Le avventure di Cipollino）是意大利儿童文学作家贾尼·罗大里的代表作之一。

## 故事简介
老洋葱头因无意中踩了柠檬王一脚而被关进监狱。洋葱头来探监时老洋葱头告诉他监狱里关押的都是无辜的人，而为非作歹的坏人却在皇宫里。洋葱头决心救出监狱里的人，自己却不幸被投入黑牢。在鼹鼠等朋友的帮助下，洋葱头和狱友们历尽千辛万苦终于获救，柠檬兵们也投降了。大家团结起来，共同推翻了柠檬王的统治，获得了自由。

## 出版历史
《洋葱头历险记》最初发表在罗大里自己主编的儿童报纸《少先队员》上，随后流传国外。1954年，由任溶溶翻译的中文版开始出版，它被认为是20世纪五六十年代为数不多被译介且影响广泛的经典儿童文学作品之一。

## 中文译本
- 贾尼·罗大里. . 由任溶溶翻译. 武陵书局. 1954年4月.
- 贾尼·罗大里. . 由任溶溶翻译. 少年儿童出版社. 1956年4月. CSBN 7111·1379.
- 贾尼·罗大里. . 由任溶溶翻译. 新蕾出版社. 2007年8月. ISBN 9787530740514.

## 影响
《洋葱头历险记》影响了之后的不少儿童文学作品。如叶永烈的《小灵通漫游未来》等。

## 改编

### 改编书籍
- 贾尼·罗大里. . 上海人民美术出版社. 2007年. ISBN 9787532253692.
- 陈永镇.  第一版. 上海人民美术出版社. 2014年6月. ISBN 9787532253692.

### 其他
- 苏联：《洋葱头和他的朋友》（俄語：Чиполлино，1972年电影）。
- 中国：多次改编为儿童剧公开演出[4]。